# Dolby Theatre
Dolby Theatre (dawniej Kodak Theatre) – teatr w USA znajdujący się w Hollywood, dzielnicy Los Angeles w Kalifornii, przy Hollywood Boulevard, miejsce corocznych ceremonii wręczenia Oscarów.
Został otwarty 9 listopada 2001. W marcu 2002 odbyła się tam po raz pierwszy ceremonia rozdania Oscarów (74.).
W 2012 roku Eastman Kodak ogłosił bankructwo i utracił możliwości finansowe kontynuowania umowy dzierżawienia prawa do nazwy teatru. Nowym dzierżawcą zostało przedsiębiorstwo Dolby Laboratories, Inc.

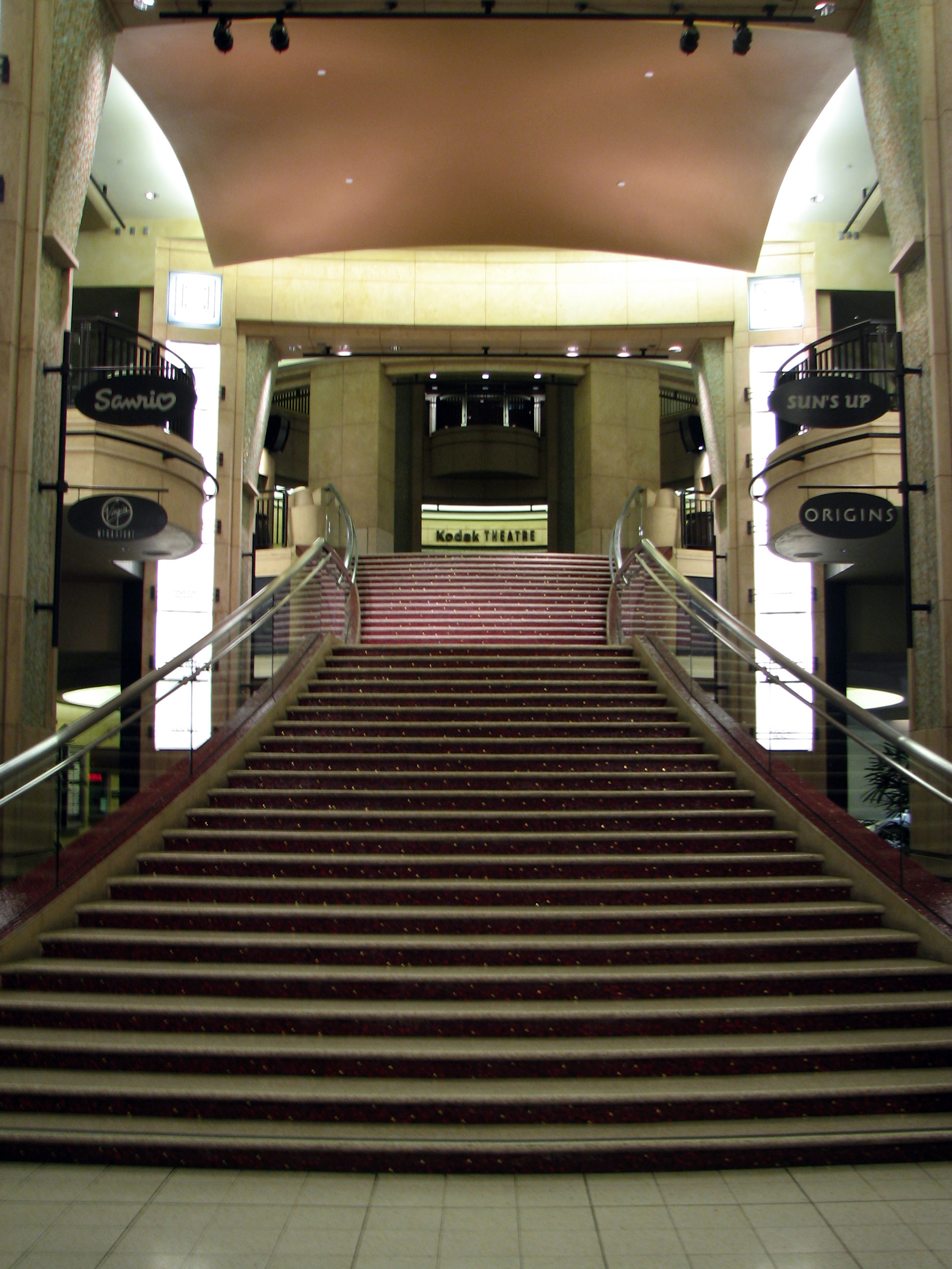
Schody prowadzące do wnętrza Dolby Theatre